# Sompasauna

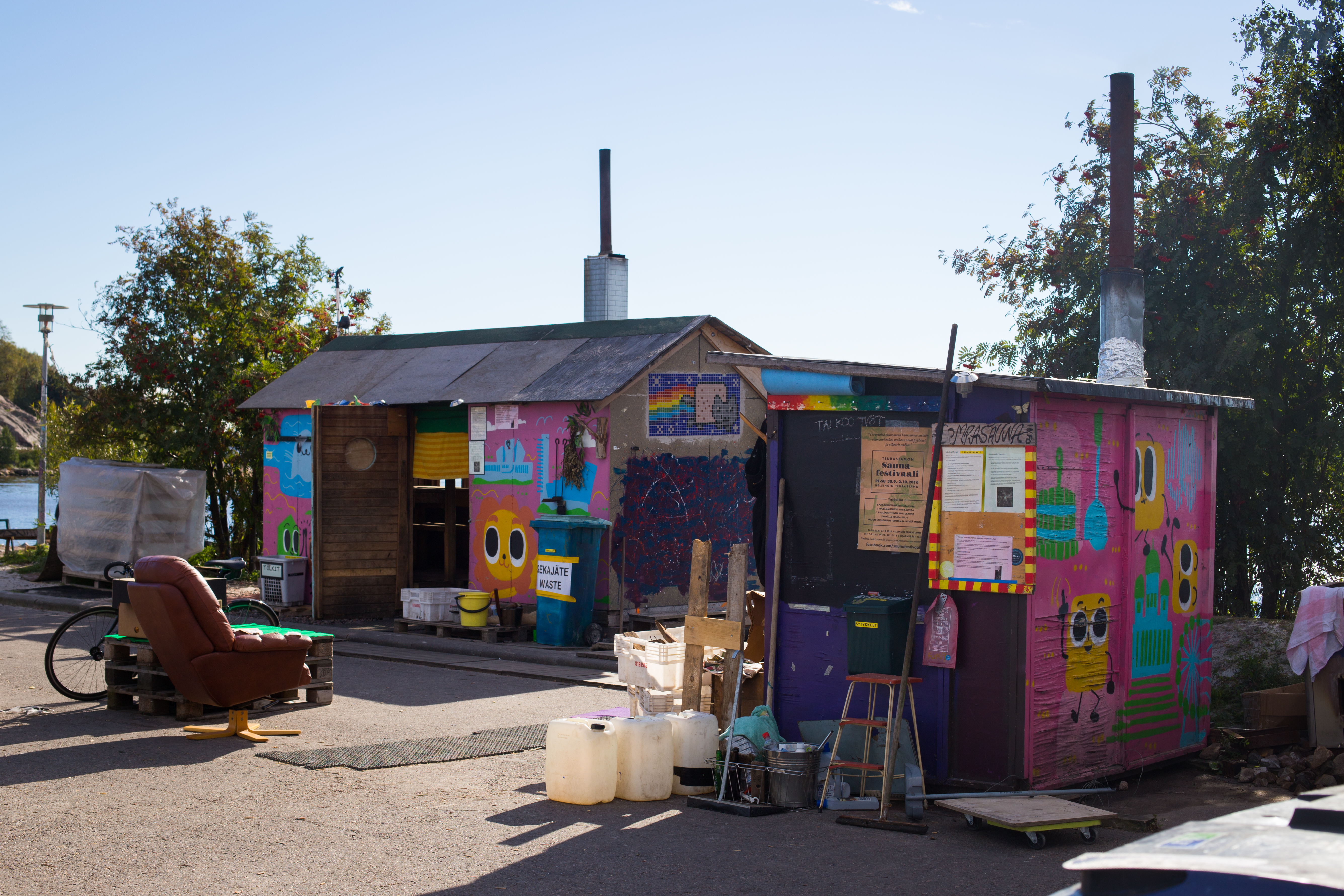
Сауна Sompa и маленькая сауна (справа) в сентябре 2016 года. С тех пор большая сауна на фотографии была разобрана, а маленькая сауна перенесена в другое место.

Сомпасауна – бесплатная деревянная публичная сауна, находящаяся на острове Сомпасаари в Хельсинки. Данная сауна поддерживается обществом «Сомпасауна». Сауна открыта для всех желающих, и ее можно свободно использовать в любое время.
История Сомпасауны началась с выкинутой дровяной печки, которую использовали в простой маленькой сауне, построенной из досок на заброшенном участке в 2011 году. Незаконно построенная сауна была разобрана органами власти, а в 2013 году общество «Сомпасауна» заключило с городом договор аренды земельного участка, на котором находилась сауна.
В 2015 году Комитет по культурным и библиотечным делам города Хельсинки наградил сауну премией «Культурный акт Хельсинки». Основанием для награждения было то, что сауна содействует общественному духу и является результатом своеобразной креативности. Недалеко от территории Сомпасауны, в районе Каласатама, идет строительство новых жилых комплексов, в результате чего сауну придется перевезти в другое место.

## Общая информация
Сомпасауна – бесплатная общественная сауна, которая поддерживается обществом «Сомпасауна». Сауна открыта для всех желающих, и ее можно свободно использовать в любое время. Недалеко от Сомпасауны находится зоопарк «Коркеасаари», откуда слышится рычание львов.
В общество «Сомпасауна» входит около 100 членов, за счет членских взносов которых финансируется деятельность сауны. Цель общества – содействовать культуре сауны и построить еще больше открытых и бесплатных саун в Хельсинки. На территории Сомпасауны организуются также различные мероприятия – в 2015 году были организованы летние танцы, в которых приняло участие порядка 1000 человек.
Из-за строительства новых жилых комплексов в районе Каласатама, Сомпасауну придется перевезти в другое место. На месте Сомпасауны планируется построить новую общественную сауну.

## История

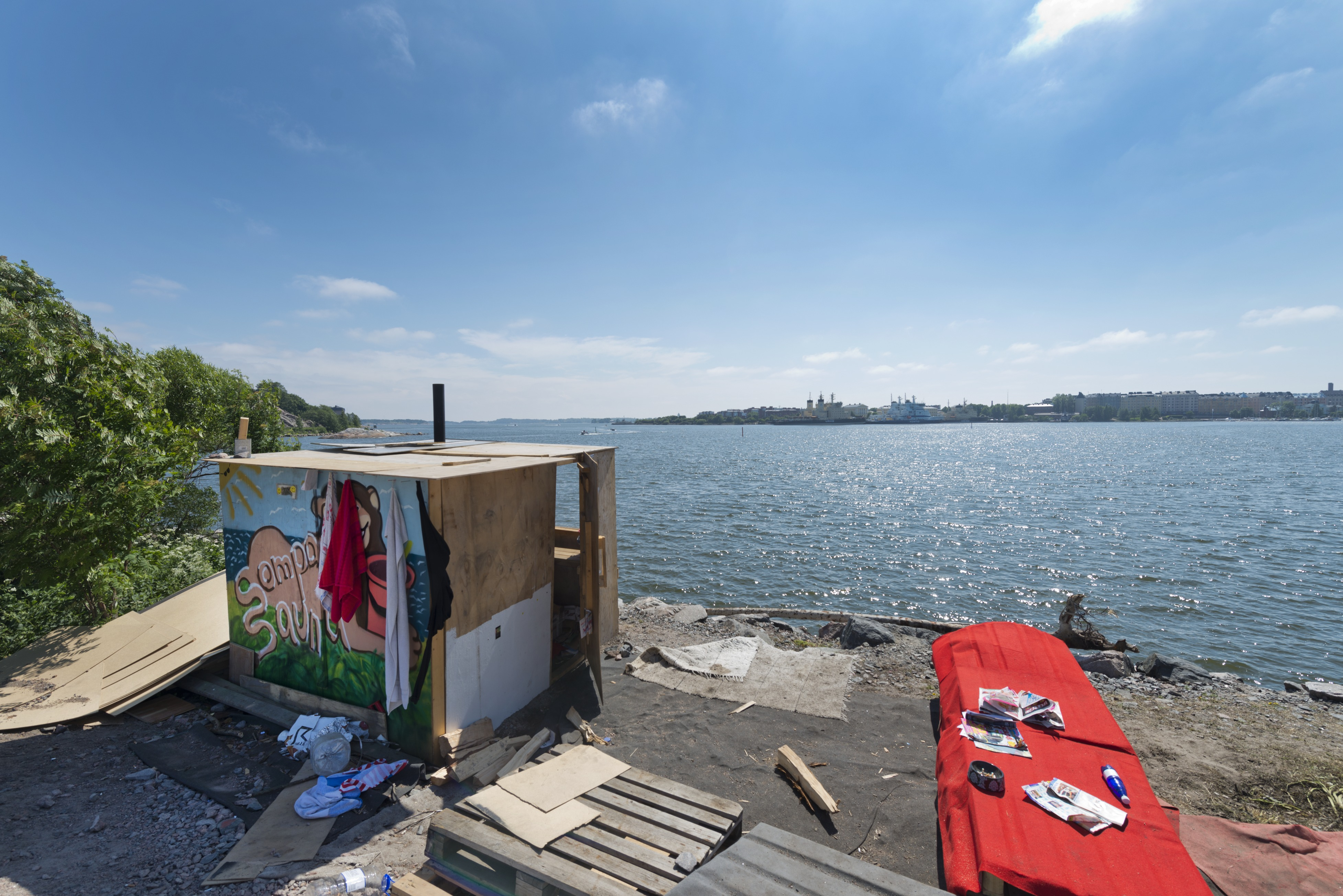
Сомпасауна в 2013 году.

История Сомпасауны началась в 2011 году, когда группа энтузиастов нашла выкинутую дровяную печь, вокруг которой они нелегально построили небольшую сауну на заброшенном участке в порту. Люди, ходившие в сауну летом 2011, позже перепланировали и перестроили сауну. Сауна была дважды разобрана органами власти – в 2011 и 2013 годах. В конце 2013 года было основано общество «Сомпасауна», которое взяло в аренду земельный участок, на котором находилась сауна.  Летом 2014 года сауна была скинута в море хулиганами, в результате чего потерялась печь. Однако, при помощи волонтеров сауну построили заново.
Теперь на территории Сомпасауны всего три сауны. Весной 2018 была разобрана самая большая сауна. За счет денег, полученных от сдачи бутылок, была построена так называемая «сауна на бутылках», которая была уничтожена пожаром в апреле 2018 года. Уже до пожара данная сауна столкнулась с вандализмом. Сразу после пожара волонтеры построили так называемую сауну «Феникс» для временного пользования до строительства совсем новой сауны. Новая сауна из бревна была готова в августе 2018 года, и скоро рядом с ней была построена еще одна сауна из досок. В сентябре того же года состоялось открытие бревенчатой сауны.
В августе 2019 года была готова третья сауна.

## Значение
В 2015 году Комитет по культурным и библиотечным делам города Хельсинки наградил сауну премией «Культурный акт Хельсинки». Основанием для награждения было то, что сауна содействует общественному духу и является результатом своеобразной креативности. Сауна пользуется популярностью среди жителей города всех возрастных групп и туристов. На обложке журнала авиакомпании Финнэйр Blue wings была опубликована статья про Сомпасауну, которая привлекла в сауну также международных пассажиров, летевших с пересадкой в Хельсинки.

## Внешние ссылки
- На Викискладе есть медиафайлы по теме Sompasauna

- Домашние страницы сауны
- Самая общественная сауна в мире, видео на YouTube Тимо Уайлдернесс  (англ.)